# 16067 Brandonfan
A 16067 Brandonfan (ideiglenes jelöléssel (16067) 1999 RA47) a Naprendszer kisbolygóövében található aszteroida. A LINEAR projekt keretében fedezték fel 1999. szeptember 7-én.